# Гапоненко, Валентин Константинович
Валентин Константинович Гапоненко — советский хозяйственный, государственный и политический деятель, генерал-лейтенант.

## Биография
Родился в 1929 году. Член КПСС.
С 1951 года — на хозяйственной, общественной и политической работе. В 1951—2010 гг. — курсовой офицер ААВПУ, офицер УПВ КГБ Северного округа, секретарь парткома ГУПВ КГБ при СМ СССР, инструктор сектора органов госбезопасности отдела административных органов ЦК КПСС, заместитель начальника ГУПВ КГБ при СМ СССР по политической части, начальник войск Тихоокеанского пограничного округа КГБ, начальник войск Прибалтийского пограничного округа КГБ, начальник войск Прибалтийского пограничного округа ФПС России, член Консультативного совета ветеранов ФПС России.
Избирался депутатом Верховного Совета РСФСР 10-го созыва. Делегат XXV и XXVII съездов КПСС. 
Умер в Москве в 2018 году.